# Tatjana Jakowlewna Sacharenkowa
Tatjana Jakowlewna Sacharenkowa (russisch Татьяна Яковлевна Захаренкова; * 14. Mai 1958 in Bograd, Republik Chakassien) ist eine russische Politikerin und Mitglied der Gesetzgebenden Versammlung von Sankt Petersburg (Fraktion „Einiges Russland“).
Sie studierte Spanisch und Englisch an der Fakultät für Fremdsprachen des Staatlichen Pädagogischen Instituts in Leningrad. Danach arbeitete sie einige Jahre als Hauptverwalterin in der Kinoverwaltung des Leningrader Städtischen Exekutivkomitees (Lengorispolkom). Darüber hinaus war sie bis 1990 als Dolmetscherin tätig. Von 1990 bis 1999 arbeitete sie in leitenden Positionen im Tourismusbereich in Sankt Petersburg.
Ihre politische Laufbahn begann sie 1999 als Büroleiterin des Sankt Petersburger Abgeordneten Sergei Andenko. Bei den Kommunalwahlen im Jahr 2000 bewarb sie sich erstmals um ein politisches Mandat und wurde Mitglied des Gemeinderats des Sankt Petersburger Stadtbezirks Swetlanowskoje, dessen Vorsitz sie 2005 übernahm und bis 2011 innehatte. Seit 2009 ist sie die Vorsitzende des Rates der Munizipalen Gebilde des Wyborger Rajons von Sankt Petersburg.
2011 kandidierte sie erfolgreich für die Partei „Einiges Russland“ bei den Wahlen zur Gesetzgebenden Versammlung von Sankt Petersburg. Sie bekleidet dort seitdem das Amt der Bevollmächtigten Vertreterin für internationale Angelegenheiten.
Tatjana Sacharenkowa engagiert sich für Projekte für die Jugend, Senioren und sozial Schwache.